# Phoenicoprocta trinitatis
Phoenicoprocta trinitatis là một loài bướm đêm thuộc phân họ Arctiinae, họ Erebidae.